# SV Neulengbach
SV Neulengbach – austriacki klub piłkarski z Neulengbach. Słynie głównie dzięki drużynie kobiet, która jest dziewięciokrotnym triumfatorem ligi i Pucharu Austrii. Swoje mecze zawodnicy i zawodniczki rozgrywają na stadionie Wienerwaldstadion, który posiada sztuczne oświetlenie oraz trybunę krytą dla 400 osób (całkowita pojemność stadionu wynosi 3000 widzów).